# Terpsiphone corvina

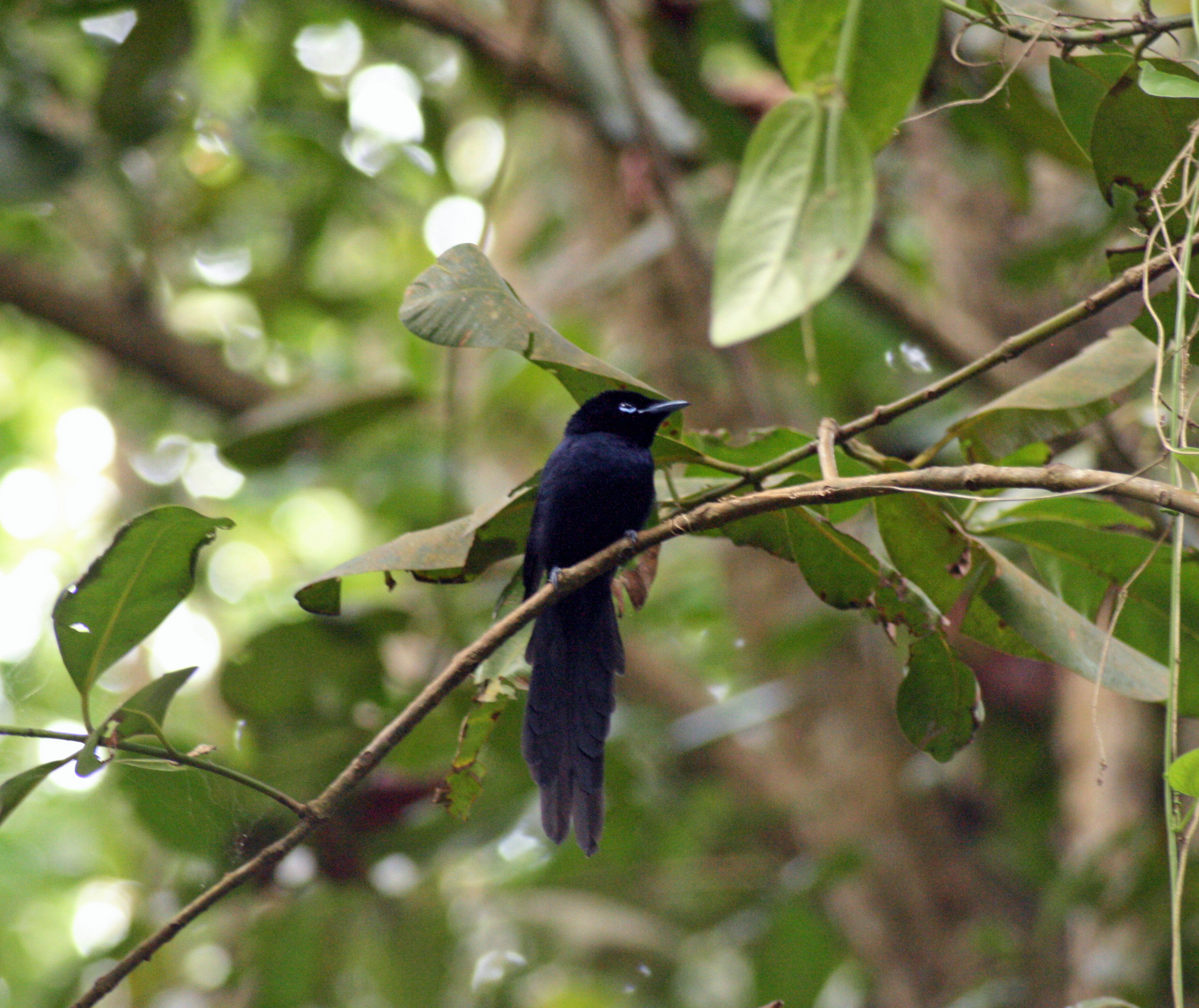
Monarca-colilargo de las Seychelles en La Digue.

Reserva especial en La Digue.

El monarca colilargo de las Seychelles (Terpsiphone corvina) es una especie de ave paseriforme de la familia Monarchidae endémica de las islas Seychelles.

## Descripción
Los machos miden unos 20 cm de largo. Además poseen dos largas plumas centrales negras en la cola que pueden llegar a medir 30 cm. Las hembras miden entre 16 a 18 cm (incluida su cola). Los machos son de un color negro lustroso con un brillo azul oscuro. Las partes superiores de las hembras incluidas sus alas y cola son de un marrón rojizo. Su vientre es de un color blanco crema pálido. La piel de su rostro, pico y patas son azules.

## Distribución
Habita en la Veuve Nature Reserve en La Digue, Seychelles, donde mora en los densos bosques de Calophyllum. A pesar de que se organizó una reserva especialmente para este ave, es común observarla en árboles fuera de la misma e inclusive en los jardines de los pobladores.